# Ponte Vedra Challenger 1993
Il Ponte Vedra Challenger 1993 è stato un torneo di tennis facente parte della categoria ATP Challenger Series nell'ambito dell'ATP Challenger Series 1993. Il torneo si è giocato a Ponte Vedra negli Stati Uniti dall'11 al 18 ottobre 1993 su campi in cemento.

## Vincitori

### Singolare
Jean-Philippe Fleurian ha battuto in finale  Maurice Ruah con il punteggio di 7–6, 3–6, 6–2

### Doppio
Sébastien Lareau /  Daniel Nestor hanno battuto in finale  Maurice Ruah /  Laurence Tieleman con il punteggio di 2–6, 6–1, 6–4